# Pierson Fodé
Pierson Fodé (Moses Lake, Washington, 6 november 1991) is een Amerikaans acteur. 

## Biografie
Hij begon zijn acteercarrière in 2012 met een gastoptreden in de serie iCarly. Na nog enkele kleinere rollen speelde hij in 2015 de hoofdrol in de film Naomi and Ely's No Kiss List. In juli van dat jaar nam hij de rol van Thomas Forrester over van Adam Gregory in The Bold and the Beautiful. In september 2017 werd bekend dat hij stopte met de rol. In 2018 keerde hij sporadisch terug. In 2019 werd bekend dat er een andere acteur gezocht werd voor de rol. 

## Prijzen
| Jaar | Prijs              | Categorie                                   | Titel                      | Resultaat   |
| ---- | ------------------ | ------------------------------------------- | -------------------------- | ----------- |
| 2016 | Daytime Emmy Award | Buitengewone jonge acteur in een dramaserie | The Bold and the Beautiful | Genomineerd |
| 2017 | Daytime Emmy Award | Buitengewone jonge acteur in een dramaserie | The Bold and the Beautiful | Genomineerd |